# USS Kidd (DD-661)
USS Kidd (DD-661) là một tàu khu trục lớp Fletcher được Hải quân Hoa Kỳ chế tạo trong Chiến tranh Thế giới thứ hai. Nó là chiếc tàu chiến đầu tiên của Hải quân Mỹ được đặt theo tên Chuẩn đô đốc Isaac C. Kidd (1884-1941), người tham gia cuộc Chiến tranh Thế giới thứ nhất và là Tư lệnh Đội Thiết giáp hạm 1 đã tử trận trên cầu tàu soái hạm Arizona (BB-39) của mình trong cuộc Tấn công Trân Châu Cảng. Đô đốc Kidd là vị đô đốc Hoa Kỳ đầu tiên tử trận trong Thế Chiến II, cũng là vị đô đốc Hoa Kỳ đầu tiên tử trận trong chiến đấu. Kidd đã hoạt động cho đến hết Thế Chiến II, ngừng hoạt động một thời gian ngắn, rồi tiếp tục phục vụ trong Chiến tranh Triều Tiên và sau đó, cho đến khi được xuất biên chế vào năm 1964. Kidd được tặng thưởng tám Ngôi sao Chiến trận do thành tích phục vụ trong Thế Chiến II, và thêm bốn Ngôi sao Chiến trận khác khi hoạt động tại Triều Tiên. Con tàu được giữ lại bảo tồn như một tàu bảo tàng trên sông Mississippi tại Baton Rouge, Louisiana từ năm 1982, và được công nhận là một Di tích Lịch sử Quốc gia vào năm 1986.

## Thiết kế và chế tạo
Kidd được đặt lườn tại xưởng tàu của hãng Federal Shipbuilding & Drydock Co. ở Kearny, New Jersey vào ngày 16 tháng 10 năm 1942. Nó được hạ thủy vào ngày 28 tháng 2 năm 1943; được đỡ đầu bởi bà Isaac C. Kidd, vợ góa đô đốc Kidd; và nhập biên chế vào ngày 23 tháng 4 năm 1943 dưới quyền chỉ huy của Hạm trưởng, Trung tá Hải quân Allan Roby.

## Lịch sử hoạt động

### Thế Chiến II

#### 1943
Sau khi hoàn tất chạy thử máy ngoài khơi Casco Bay, Maine vào tháng 6 năm 1943, Kidd hộ tống các tàu chiến lớn tại Đại Tây Dương và vùng biển Caribe cho đến khi nó lên đường đi sang khu vực Mặt trận Thái Bình Dương vào tháng 8 cùng các thiết giáp hạm Alabama (BB-60) và South Dakota (BB-57). Đi đến Trân Châu Cảng vào ngày 17 tháng 9, nó lên đường vào ngày 29 tháng 9 hộ tống các tàu sân bay cho chiến dịch không kích xuống các căn cứ Nhật Bản trên đảo Wake vào ngày 6 tháng 10, rồi quay trở về đến Trân Châu Cảng vào ngày 11 tháng 10.
Vào giữa tháng 10, Kidd lên đường cùng một lực lượng đặc nhiệm cho một đợt không kích xuống Rabaul và hỗ trợ cho cuộc đổ bộ lên Bougainville. Sau khi đi đến vị trí xuất phát tấn công Rabaul vào sáng ngày 11 tháng 11, lực lượng đặc nhiệm đã tấn công các vị trí của quân Nhật trên đảo, và chiếc tàu khu trục được lệnh giải cứu đội bay một máy bay của tàu sân bay Essex (CV-9) bị rơi ở phía cuối đội hình. Trong khi hoạt động giải cứu, một nhóm máy bay đối phương đã tấn công nó, và con tàu đã bắn rơi ba máy bay tấn công bằng hỏa lực phòng không trong khi cơ động để né tránh bom và ngư lôi, hoàn thành nhiệm vụ giải cứu. Trung tá Roby hạm trưởng của Kidd được tặng thưởng huân chương Ngôi sao bạc trong trận này, và con tàu quay trở về Espiritu Santo vào ngày 13 tháng 11.
Kidd sau đó lại hộ tống các tàu sân bay trong cuộc không kích lên Tarawa trong khuôn khổ Chiến dịch quần đảo Gilbert từ ngày 19 đến ngày 23 tháng 11. Vào ngày 24 tháng 11, nó phát hiện 15 máy bay ném bom đối phương đang bay thấp hướng về các tàu chiến chủ lực, cảnh báo kịp thời, và đã bắn rơi hai máy bay ném bom bổ nhào Aichi D3A "Val". Sau khi Tawara được bình định, chiếc tàu khu trục tiếp tục ở lại khu vực quần đảo Gilbert hỗ trợ các hoạt động càn quét trước khi lên đường quay trở về đến Trân Châu Cảng vào ngày 9 tháng 12.

#### 1944

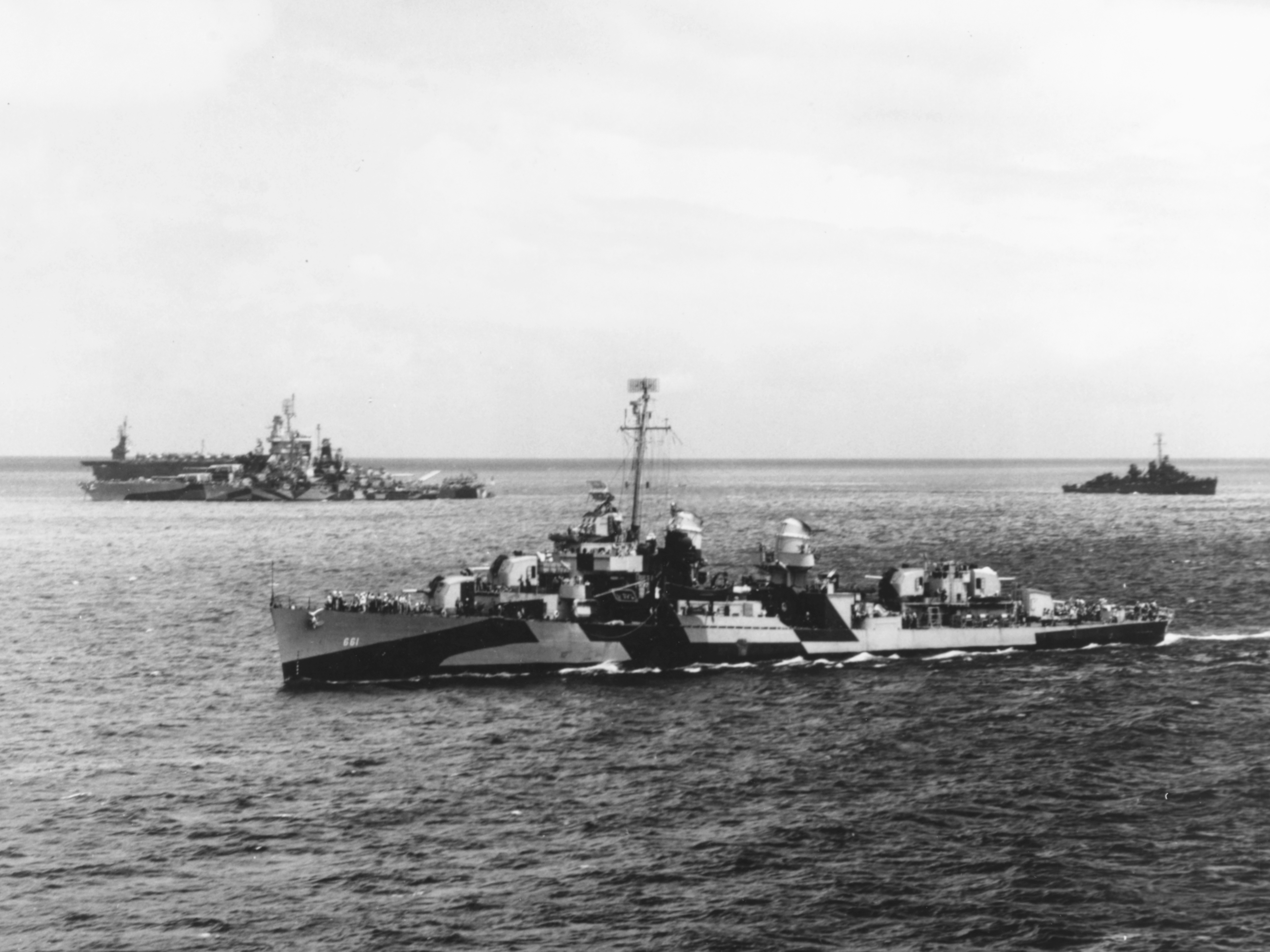
Kidd ngoài khơi đảo Roi, 12 tháng 6 năm 1944.

Kidd khởi hành vào ngày 11 tháng 1 năm 1944 để đi đến khu vực tiền phương tại Espiritu Santo, rồi lên đường ngay ngày hôm sau để đi Funafuti, đến nơi vào ngày 19 tháng 1. Trong chiến dịch chiếm đóng quần đảo Marshall từ ngày 29 tháng 1 đến ngày 8 tháng 2, nó đã hộ tống các tàu chiến chủ lực, và bắn phá Roi và Wotje trước khi thả neo tại Kwajalein vào ngày 26 tháng 2. Từ ngày 20 tháng 3 đến ngày 14 tháng 4, nó hỗ trợ cho cuộc đổ bộ lên Emirau, bảo vệ một đường băng đang được xây dựng tại đây, rồi hỗ trợ cho việc chiếm đóng Aitape và Hollandia tại New Guinea từ ngày 16 tháng 4 đến ngày 7 tháng 5. Chiếc tàu khu trục đã tham gia Chiến dịch quần đảo Mariana từ ngày 10 tháng 6 đến ngày 8 tháng 7, cũng như bắn phá xuống Guam từ ngày 8 tháng 7 đến ngày 10 tháng 8.
Kidd sau đó quay trở về Trân Châu Cảng cho những sửa chữa cần thiết, về đến nơi vào ngày 26 tháng 8 và rời xưởng tàu vào ngày 15 tháng 9. Nó đi đến Eniwetok vào ngày 26 tháng 9, rồi tiếp tục đi đến đảo Manus vào ngày 3 tháng 10. Tại đây nó tham gia hạm đội khổng lồ được tập trung cho cuộc cuộc tái chiếm Philippines, và tiến vào vịnh Leyte vào ngày 20 tháng 10. Chiếc tàu khu trục đã hỗ trợ cho cuộc đổ bộ ban đầu, rồi tiếp tục bắn pháo theo yêu cầu cho lực lượng chiến đấu trên bờ, cho đến khi nó lên đường vào ngày 14 tháng 11 để đi vịnh Humboldt, New Guinea, đến nơi vào ngày 19 tháng 11. Con tàu khởi hành quay trở về Hoa Kỳ vào ngày 9 tháng 12 để đại tu, về đến Xưởng hải quân Mare Island vào ngày 25 tháng 12.

#### 1945
Sau khi hoàn tất việc sửa chữa, Kidd lên đường vào ngày 19 tháng 2 năm 1945 để gia nhập Lực lượng Đặc nhiệm 58, nhằm chuẩn bị cho Trận Okinawa. Con tàu đã đảm nhiệm hộ tống các thiết giáp hạm, bắn phá các mục tiêu trên bờ, giải cứu các phi công bị bắn rơi, phá hủy những quả thủy lôi trôi nổi trên biển, canh phòng radar cảnh báo sớm các cuộc không kích của đối phương, hộ tống cho tàu tàu sân bay Franklin (CV-13) bị hư hại nặng rút lui, và bắn rơi nhiều máy bay Kamikaze đối phương.
Đang khi trực chiến cột mốc canh phòng vào ngày 11 tháng 4, Kidd và các tàu khu trục đồng đội Black (DD-666), Bullard (DD-660) và Chauncey (DD-667), dưới sự giúp đỡ của máy bay tiêm kích tuần tra chiến đấu trên không (CAP), đã đẩy lui ba đợt không kích tự sát của đối phương. Xế trưa hôm đó, một máy bay đơn độc đối phương đã đâm trúng Kidd, khiến 38 người thiệt mạng và 55 người khác bị thương. Đang khi rút lui về phía Nam để gia nhập trở lại lực lượng đặc nhiệm, hỏa lực phòng không của nó tiếp tục đánh trả các đợt không kích khác tìm cách kết liễu nó. Con tàu ghé qua Ulithi để sửa chữa tạm thời, rồi lên đường vào ngày 2 tháng 5 để quay về vùng bờ Tây, về đến Xưởng hải quân Hunter's Point vào ngày 25 tháng 5.
Kidd hoàn tất việc sửa chữa và lên đường đi Trân Châu Cảng vào ngày 1 tháng 8, nhưng việc Nhật Bản đầu hàng kết thúc cuộc xung đột khiến nó được lệnh quay trở lại San Diego, California vào ngày 24 tháng 9. Nó được cho xuất biên chế vào ngày 10 tháng 12 năm 1946 và được đưa về Hạm đội Dự bị Thái Bình Dương.

### Chiến tranh Triều Tiên

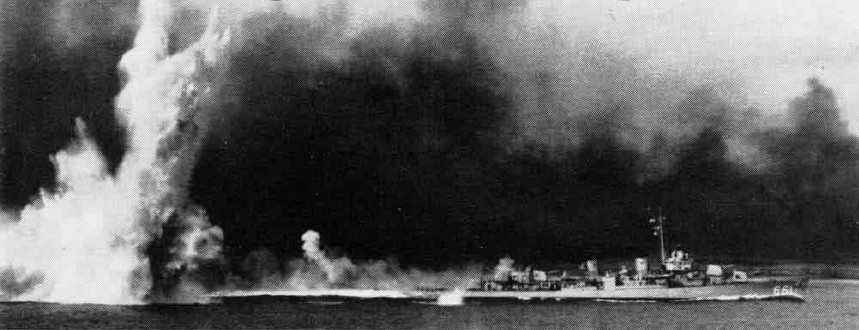
USS Kidd đang thả mìn sâu.

Sau khi Chiến tranh Triều Tiên nổ ra do việc quân đội Bắc Triều Tiên tấn công Nam Triều Tiên, Hải quân Hoa Kỳ đứng trước nhu cầu phải tăng thêm số lượng tàu chiến hoạt động trong các hạm đội. Vì vậy, Kidd được cho nhập biên chế trở lại vào ngày 28 tháng 3 năm 1951 dưới quyền chỉ huy của Hạm trưởng, Thiếu tá Hải quân Robert E. Jeffery. Nó lên đường vào ngày 18 tháng 6 để đi sang khu vực Tây Thái Bình Dương, đi đến Yokosuka, Nhật Bản vào ngày 15 tháng 7, rồi gia nhập Lực lượng Đặc nhiệm 77 để tuần tra ngoài khơi bờ biển Triều Tiên cho đến ngày 21 tháng 9, khi nó chuyển sang vùng bờ Đông bán đảo Triều Tiên. Từ ngày 21 tháng 10 năm 1951 đến ngày 22 tháng 1 năm 1952, nó bắn phá các mục tiêu đối phương từ khu vực đảo Wando cho đến Kaesong. Sau đó nó cùng Đội khu trục 152 lên đường quay trở về Hoa Kỳ, về đến San Diego vào ngày 6 tháng 2.
Kidd lại lên đường vào ngày 8 tháng 9 năm 1952 để đi sang Triều Tiên, tham gia thành phần hộ tống một đội tìm-diệt tàu ngầm gần Kojo, và sang tháng 11 lại chuyển sang nhiệm vụ bắn phá bờ biển. Trong khi đàm phán hoà bình được xúc tiến, con tàu tiếp tục tuần tra ngoài khơi bờ biển trước khi rời Viễn Đông vào 3 tháng 3 năm 1953, đi ngang qua Midway và Trân Châu Cảng để quay trở về San Diego vào ngày 20 tháng 3, nơi nó được đại tu.

### Những năm sau đó
Sau khi hoàn tất sửa chữa, Kidd đi đến Long Beach, California vào ngày 20 tháng 4 năm 1953. Nó mắc tai nạn va chạm với tàu chở hàng Thụy Điển Hainan trong cảng Long Beach ngay ngày hôm sau, buộc phải sửa chữa cho đến ngày 11 tháng 5. Từ năm 1953 đến năm 1959, chiếc tàu khu trục luân phiên các hoạt động dọc theo vùng bờ Tây với những lượt bố trí sang Tây Thái Bình Dương, ghé qua Trân Châu Cảng và viếng thăm các cảng Nhật Bản, Okinawa, Hong Kong và Philippines. Nó viếng thăm Sydney, Australia vào ngày 29 tháng 3 năm 1958 và tiến hành tuần tra trong eo biển Đài Loan vào cuối năm đó.
Kidd khởi hành vào ngày 5 tháng 1 năm 1960 để đi sang vùng bờ Đông ngang qua kênh đào Panama, đi đến Philadelphia, Pennsylvania vào ngày 25 tháng 1. Từ cảng Philadelphia, nó thực hiện nhiều chuyến đi huấn luyện Hải quân Dự bị đến nhiều cảng dọc theo vùng bờ Đông, tham gia các hoạt động hạm đội vào lúc xảy ra cuộc Khủng hoảng Berlin vào năm 1961. Nó tuần tra tại vùng biển ngoài khơi Cộng hoà Dominica vào tháng 12 năm 1961 nhằm phô trương lực lượng và duy trì sự ổn định tại khu vực Caribe bất ổn.
Kidd đi đến Norfolk, Virginia vào ngày 5 tháng 2 năm 1962 và gia nhập Lực lượng Đặc nhiệm Alfa cho các cuộc thực tập chống tàu ngầm. Đến ngày 24 tháng 4, nó được điều động về Trường Khu trục Hải quân tại Căn cứ Hải quân Newport, Newport, Rhode Island. Sau một chuyến đi đến vùng biển Caribe vào ngày 1 tháng 7, nó tiếp nối hoạt động huấn luyện Hải quân Dự bị. Kidd được cho xuất biên chế vào ngày 19 tháng 6 năm 1964, được đưa về Hạm đội Dự bị Đại Tây Dương, và neo đậu tại Xưởng hải quân Philadelphia.

### Bảo tàng Cựu chiến binh USS Kidd

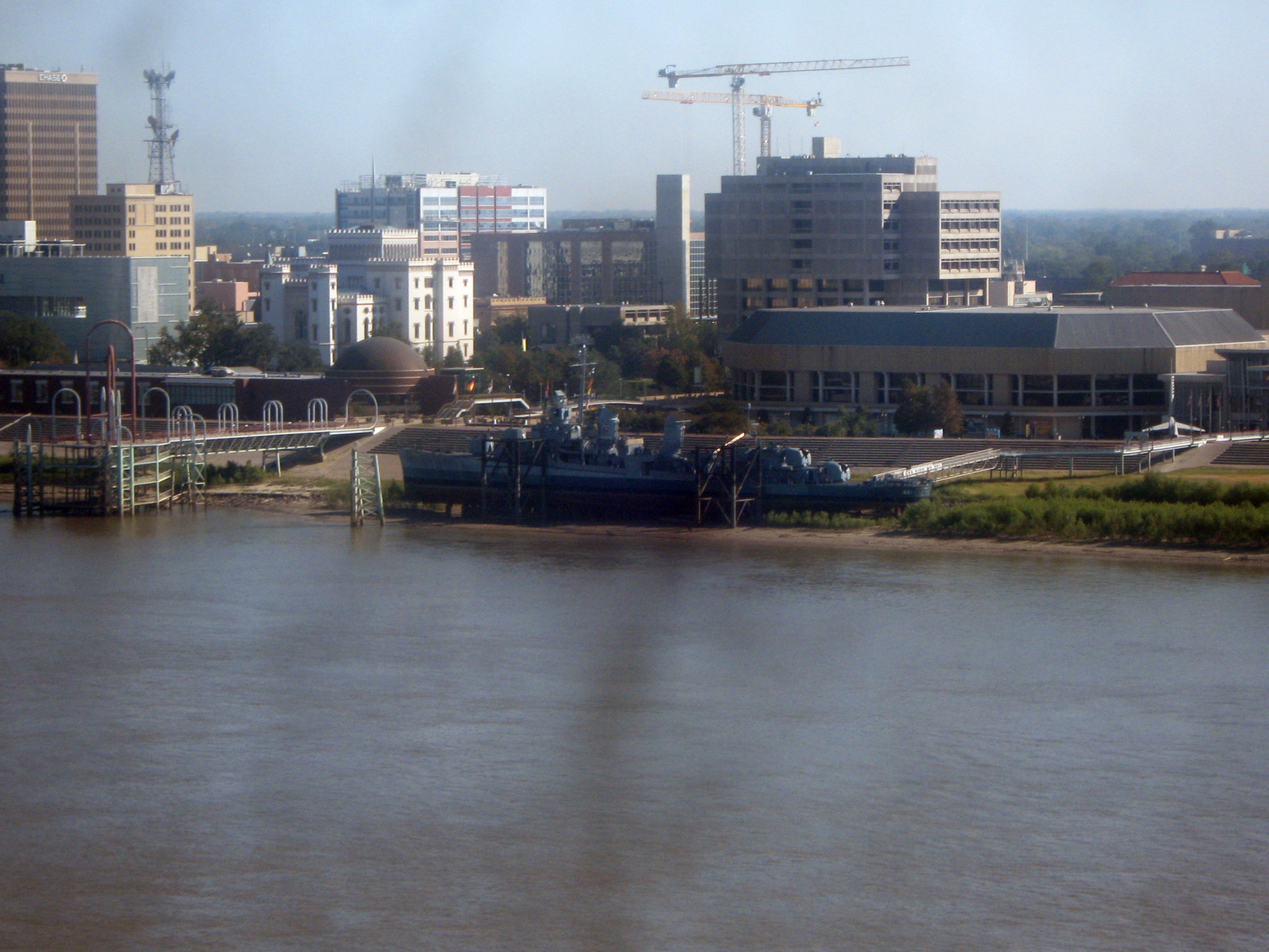
Tàu bảo tàng USS Kidd trên ụ tàu

Hải quân Hoa Kỳ đã dành ra ba tàu khu trục lớp Fletcher để sử dụng như những tàu bảo tàng lưu niệm chiến tranh: The Sullivans (DD-537) tại Buffalo, New York; Cassin Young (DD-793) tại Boston, Massachusetts; và Kidd. Nghị sĩ William Henson Moore tiểu bang Louisiana đã chọn Kidd như một đài tưởng niệm những cựu chiến binh bang Louisiana trong Thế Chiến II. Nó được kéo từ Philadelphia và đi đến Baton Rouge vào ngày 23 tháng 5 năm 1982, nơi nó được chuyển cho Ủy ban Tưởng niệm Chiến tranh Hải quân Louisiana.
USS Kidd không được hiện đại hóa, và nó là chiếc tàu khu trục duy nhất giữ lại dáng vẻ thời Thế Chiến II. Trải qua thời gian, Kidd được dần phục hồi lại cấu hình và vũ khí vào thời điểm tháng 8 năm 1945, và cuối cùng là các ống phóng ngư lôi của nó được nạp đạn trở lại vào ngày 3 tháng 7 năm 1997. Nơi neo đậu đặc biệt của Kidd trên sông Mississippi được thiết kế đặc biệt cho sự thay đổi độ sâu hàng năm của dòng sông, vốn có thể lên đến 40 ft (12 m). Trong nữa năm nó nổi trên sông, và trong nữa năm còn lại nó tựa trên một ụ khô bên trên mực nước.
Kidd được công nhận là một Di tích Lịch sử Quốc gia vào năm 1986.

## Phần thưởng
Kidd được tặng thưởng tám Ngôi sao Chiến trận do thành tích phục vụ trong Thế Chiến II, và thêm bốn Ngôi sao Chiến trận khác khi hoạt động trong Chiến tranh Triều Tiên.